# Numen (grupo)
Numen  es un grupo de rock progresivo de Alicante (España) formado en 1992 por Víctor Arques, Gaspar Martínez y Manuel Mas. En la actualidad, Alba Hernández es su nueva cantante y Jorge Camarero su nuevo guitarrista. Su estilo se ve influido por los clásicos del género, aunque Pink Floyd, Genesis, Marillion o The Beatles son mencionadas por los mismos miembros del grupo.

## Integrantes
- Alba Hernández - Voces
- Víctor Arques - Bajo
- Jorge Camarero - Guitarra
- Manuel Mas - Teclados
- Gaspar Martínez - Batería

## Historia
Numen fue fundado el 18 de septiembre de 1992 como trío. Unos meses después, Antonio se unió a la banda como guitarrista. Desde el comienzo de su andadura musical, el grupo fue orientado su estilo hacia una música más elaborada, cuyo tema principal era la melodía y los arreglos instrumentales, junto con una carga especialmente emotiva en sus letras. El resultado fue una evolución estilística que los situó dentro del rock progresivo, campo idóneo para una banda interesada en desarrollar su creatividad sin atender a fórmulas propias de géneros contemporáneos a ellos.

### La era con César Alcaraz
En 1996 César Alcaraz entra a formar parte de Numen como vocalista. Su estilo encajó perfectamente con el concepto musical del grupo. Es a partir de este momento cuando surgió el proyecto para grabar su primer álbum llamado Samsara. En 1997, Numen graba su primer disco, Samsara, que es presentado en junio de 1998. Samsara está compuesto de nueve cortes de estilo neoprogresivo, que tratan aspectos vitales del ser humano. Numen, con su primer álbum, Samsara, se dio a conocer gracias a la venta de discos a través de catálogos en Italia, Uk, USA y Japón, entre otros países. Además, recibió muy buenas críticas a lo largo del mundo.
Después de una larga separación, los miembros de Numen se han vuelto a juntar para, primero, conmemorar el XV aniversario del lanzamiento de Samsara en 2013 y, segundo, para sacar un nuevo álbum. Este segundo trabajo, Numenclature, refleja un alto grado de madurez en su música. Los temas incluidos abarcan estilos variados como el rock clásico, el prog rock, etc. De nuevo, como ya sucedió quince años atrás, la banda, con su trabajo, ha cosechado muy buenas críticas y, pese a la crisis que sufre la industria musical, ha sido capaz de volver a situar su nuevo álbum en catálogos de todo el mundo. Además del nuevo álbum, el cineasta Alejandro Moreno ha publicado un DVD titulado “Numenclature. Un viaje en progresivo” dedicado al rock progresivo en España usando como hilo conductor la grabación de este álbum.
Asimismo, aprovechando la presencia que hoy en día tienen las redes sociales, se ha realizado el videoclip del tema “The camel’s back” con el que publicitar el regreso de la banda.
A finales de 2014, Antonio Valiente, guitarrista de Numen, abandonó el grupo y fue sustituido por Marcos Beviá. 
A partir de este momento se inicia una nueva etapa en la que, en lugar de caer en un largo letargo como el que se produjo tras la publicación de Samsara en 1998, Numen realiza conciertos para la presentación de su segundo álbum Numenclature. Este segundo trabajo fue recibido positivamente por la crítica especializada.
Mientras tanto, Numen aprovecha este nuevo impulso para emprender un nuevo proyecto musical que será publicado en marzo de 2019. En esta ocasión, Numen tiene como objetivo publicar en formato vinilo su nuevo álbum titulado Cyclothymia. Cyclothymia (constituido de seis temas) es quizás el álbum de contenido más oscuro de Numen. No es un disco conceptual, aunque se aproxima a ello en virtud de la exploración que se hace a esos estados anímicos en los que el ser humano se sumerge cuando la vida se torna una carga y un tormento. En contraposición, hay otros temas menos bucólicos, como “Lady of the winds” o “A cosmic prayer”, que ensalzan el valor de las pequeñas cosas que nos rodean. Tan solo el primer tema, “The man with the X-Ray Eyes”, se sale de esta línea, para convertirse en un tema paródico que critica la facilidad con la que el ser humano realiza juicios de valor. En 2019 Numen firma con el sello discográfico Mylodon Records.

### La era con Alba Hernández

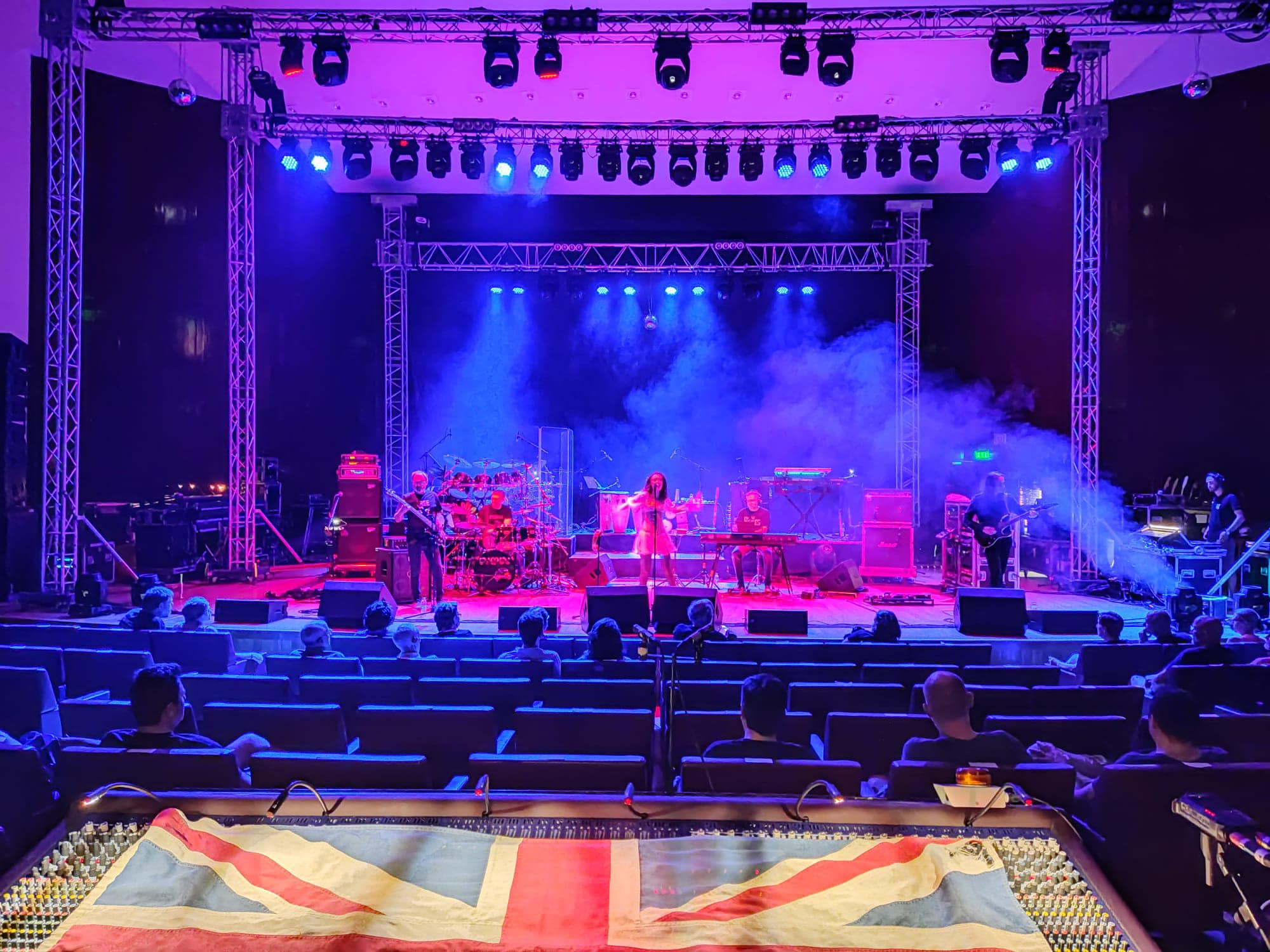
Numen en la Lisboa Marillion Weekend 2022

En 2019, abandonan el proyecto su cantante y su guitarrista para dar entrada a Alba Hernández y Juanjo Herrera en un nuevo proyecto que, según han desvelado en su web oficial y en redes sociales, será una ópera rock titulada "The outsider". Hasta la fecha han publicado dos singles de este cuarto trabajo, "Sophia" y "Toys". De forma paralela, tras el parón del COVID, han reanudado su actividad en directo, destacando su participación como banda telonera de Marillion en Lisboa (11 de junio de 2022) con la entrada como guitarrista de Jorge Camarero. Este evento sirvió para repasar antiguos temas y algunos de los que se presentarán en el nuevo disco.
The Outsider (lanzada el 4 de julio de 2025) es una ópera conceptual que traza el viaje emocional y espiritual de un hombre que siempre ha vivido en los márgenes: anhelando pertenecer, pero incapaz de traicionar su verdad interior. La narración se despliega desde una infancia marcada por el silencio y la alienación, pasando por años de conflicto interno, despertar espiritual y, finalmente, liberación personal.
Musical y temáticamente, la obra se enriquece con la colaboración de Steve Rothery (de Marillion), cuyas atmósferas guitarrísticas dan voz al anhelo y la vastedad interior del protagonista, y de Nacho Mañó (de Presuntos Implicados), cuyas líneas de bajo cálidas y expresivas, junto a su sensibilidad en la producción, aportan profundidad emocional y claridad al paisaje sonoro.
Al final, The Outsider deja de perseguir la aceptación y abraza su diferencia como fuente de fortaleza. No emerge como alguien que ha encontrado su lugar en el mundo, sino como alguien que, por fin, ha encontrado la paz dentro de sí mismo.

## Discografía
- Álbumes

1. Samsara (1998)[16]
2. Numenclature (2014)
3. Cyclothymia (2019)[17]
4. The Outsider (2025)

- EPs

1. The Outsider (2023)[18]
2. Crib of Rarities (2023)[19]

- Otras grabaciones

1. Birth (1995) (demo)

## Filmografía
1. “Numenclature. Un viaje en progresivo” (2014)[6]